# Paolo Lucio Anafesto
Paolo Lucio o Paoluccio Anafesto (en latín, Anafestus Paulucius o Paulicius) es considerado tradicionalmente como el primer dux de Venecia (c. 697 - c. 717), aunque su existencia es dudosa.

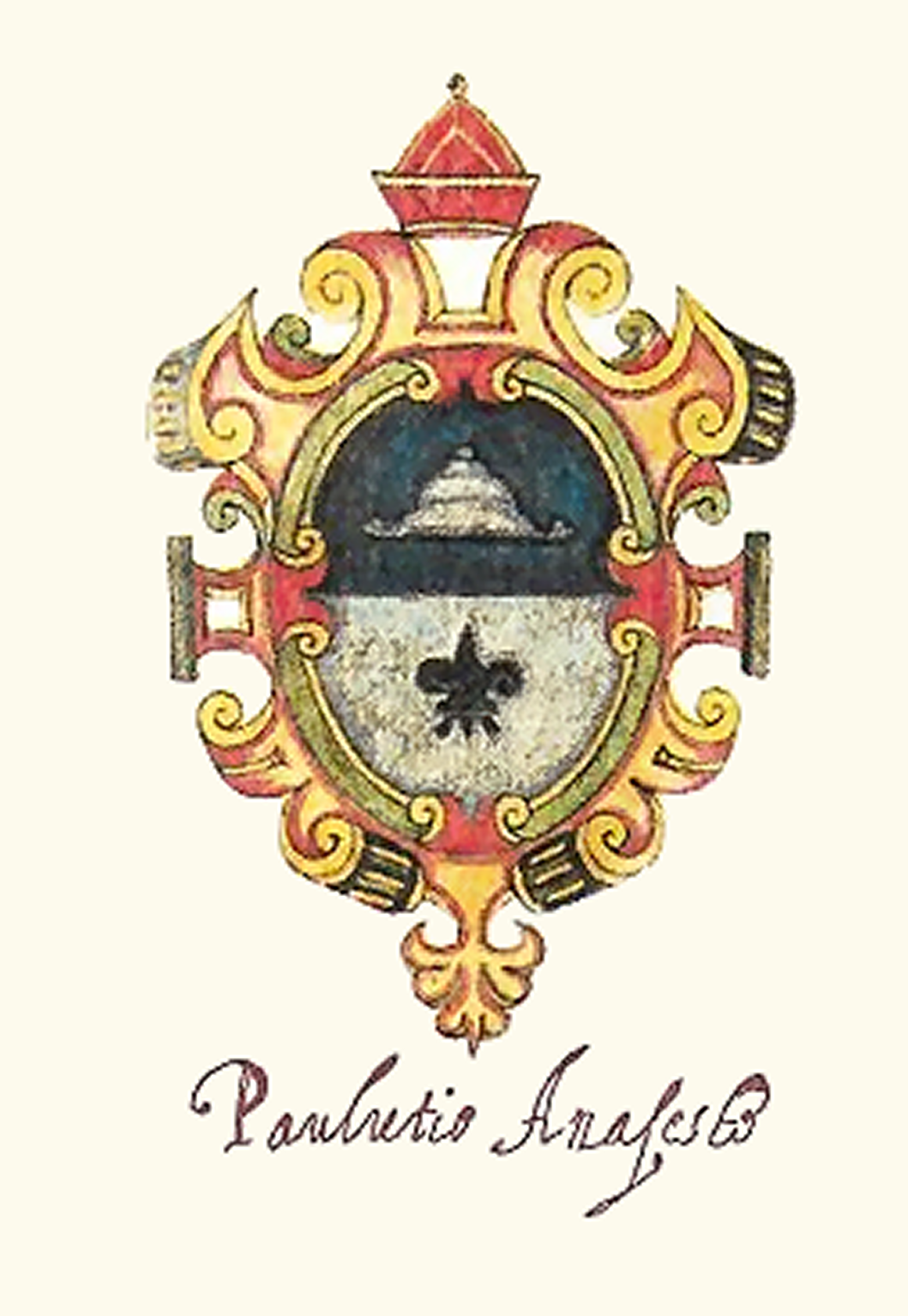
Supuesto escudo de armas de Paolo Lucio Anafesto.

Paolo Lucio habría sido un noble de Eraclea elegido como líder hacia 697 para finalizar los conflictos entre los diversos tribunos que hasta entonces habían gobernado las diferentes zonas de la laguna veneciana, así como para coordinar la defensa contra los lombardos y los eslavos que se asentaron al norte de Italia. Su existencia, no obstante, no es corroborada por ninguna fuente anterior al siglo XI. Aunque no se puede afirmar que sea un personaje totalmente legendario, de acuerdo con el historiador John Julius Norwich, es probablemente una confusión con el exarca Pablo (Paulus en latín), gobernante de la Italia bizantina, cuyo magister militum se llamaba Marcello, el mismo nombre que tenía el sucesor de Paolo Lucio, y de cuya existencia también se duda.